# Maria Luzia de Sousa Aranha
Maria Luzia de Sousa Aranha, segunda baronesa y primera viscondesa de Campinas, (Ponta Grossa, 1797, cuando aún era una provincia del Estado de São Paulo – Campinas, 6 de agosto de 1879) fue una filántropa de la región de Campinas, estado de São Paulo, donde recibió en herencia grandes extensiones de tierra de su padre y de su propio marido. Pertenecía a la aristocracia rural de la región sudeste brasileña, recibiendo reconocimiento por los sucesivos títulos nobiliarios concedidos.
Nació en la Hacienda Taquaral, en lo "que después fue el Estado de Paraná" (y en esa época, provincia de São Paulo), perteneciente a su padre, el teniente coronel Joaquim Aranha Barreto de Camargo, que se casó con Eufrosina Matilde de Silva Botelho. Residió hasta los 9 años de edad, y se mudaron con su familia a Campinas, como sesmeiro, fundando, en 1806, el Ingenio Sesmaria de Mato Dentro, un ingenio de caña de azúcar, que posteriormente, se tornaría en una enorme productora de café En la capilla del ingenio azucarero del padre, Maria Luzia llegó solemnemente a casarse el 16 de junio de 1817 con su primo hermano, el coronel Francisco Egídio de Sousa Aranha, atestiguando el capitán general de Campinas, João Francisco de Andrade, y el mayor de ejército Teodoro Ferraz Leite, gerente del ingenio, a su vez casado con la prima de la novia, Maria Luísa Teixeira.
El coronel Francisco Egídio de Sousa Aranha nació en Santos, en 1778, y era hijo de Pedro de Sousa Campos y de Maria Francisca Aranha de Camargo. Fue uno de los pioneros de la cafeicultura en São Paulo, región de Campinas, siendo el primer exportador brasileño del producto.
Con el matrimonio de Pedro de Sousa Campos y Maria Francisca Aranha de Camargo, se dio inicio a la familia Sousa Aranha
La vizcondesa de Campinas se encuentra sepultada en el Cementerio de la Salud, en Campinas.

## Descendencia
Fueron hijos de Maria Luzia y de Francisco Egídio de Sousa Aranha:
- Maria Brandina de Sousa Aranha[8] (-1900), que se casó con Álvaro Xavier de Camargo e Silva
- Joaquim Egídio de Sousa Aranha,[9] barón, conde, vizconde y marqués de Três Rios (1821-1893), que se casó en primeras nupcias con Ana Francisca de Pontes y en segundas con Maria Hipólita dos Santos Silva, viuda de Amador Rodrigues de Lacerda Jordão, barón de São João del Rio Claro, e hija de José Joaquim dos Santos Silva, barón de Itapetininga. Vicepresidente de la provincia de São Paulo, ocupando interinamente varias veces la presidencia
- José Egídio de Sousa Aranha,[10] teniente coronel (1821-1885), que se casó en primeras nupcias con Maria Luísa Pereira de Queirós[11] y, en segundas, con Antônia Flora Pereira de Queirós.[12] Era hermano gemelo del marqués de Três Rios. Declinó el título de tercer barón de Campinas, que le fue ofrecido por Don Pedro II[13]
- Pedro Egídio de Sousa Aranha,[14] que se casó con Ana Joaquina do Prado
- Francisco Egídio de Sousa Aranha[3] (1823-1875), que se casó con Maria Luísa Nogueira.[15]
- Libânia de Sousa Aranha[16] (1829-1921), que se casó con su primo Joaquim Policarpo Aranha,[17] barón de Itapura, siendo padre de Isolethe Augusta de Sousa Aranha[18]
- Ana Teresa de Sousa Aranha[19] (1827 - 1865), que se casó con su primo Manuel Carlos Aranha, barón de Anhumas, fallecida antes de la concesión del título, y solo le fue concedido cuando se casó en segundas nupcias com Brandina Augusta de Queirós Aranha,[20] la baronesa consorte de Anhumas
- Petronilha Egídio de Sousa Aranha[21] (1836-1869), que se casó con Francisco Inácio do Amaral Lapa
- António Egídio de Sousa Aranha[22] (1838-1859), que se casó con Elisma do Amaral, hija de Joaquim Bonifácio do Amaral, vizconde de Indaiatuba
- Martim Egídio de Sousa Aranha[23] (1839-1884), que se casó con Talvina do Amaral Nogueira
- Gertrudes de Sousa Aranha[24] que se casó con Francisco Emílio do Amaral Pompeu

El matrimonio Sousa Aranha y sus hijos dejaron enorme descendencia de relevancia para la historia de Brasil y, en especial, para la historia paulista. De entre los numerosos descendientes en Campinas, São Paulo, y en otras ciudades del país, se destacaron:
- Carlos Egídio de Sousa Aranha[26] mozo hidalgo de la Casa imperial
- Joaquim Carlos Egídio de Sousa Aranha,[27] caballero de la Orden de Malta
- Olavo Egídio de Sousa Aranha[28] hacendado, banquero, senador, y secretario de Estado
- Osvaldo Aranha[29] ministro de Estado
- Ciro de Freitas Vale, diplomático
- Carlos Norberto de Sousa Aranha[30] caballero noble hidalgo de la Casa imperial, y diputado
- Luís Aranha,[31] diputado
- Paulo de Almeida Nogueira, diputado
- Alfredo Egídio de Sousa Aranha[32] abogado, empresario, y banquero
- Paulo Nogueira Filho, diputado y académico
- Cássio Egídio de Queirós Aranha,[33] jurista
- José Bonifácio Coutinho Nogueira, secretario de Estado
- Olavo Egídio Setúbal,[34] ingeniero, Ministro de Relaciones Exteriores (no de carrera diplomática), banquero y prefecto de São Paulo
- Roberto Setúbal,[35] ingeniero, banquero
- Edgard de Sousa,[36] ingeniero, profesor emérito de la Escuela Politécnica de São Paulo, y doctor "Honoris Causa" de la Universidad de São Paulo
- Lafayette Álvaro de Sousa Camargo,[37] prefecto de Campinas
- Osvaldo Aranha Bandeira de Melo,[38] juez, profesor, y rector de la Pontifícia Universidade Católica de São Paulo.[39]
- Marcelo Damy de Souza Santos, físico, profesor catedrático da USP, PUC, UNICAMP
- María José Aranha de Rezende, periodista, poeta, y académica en la ciudad de Santos
- José Aranha de Assis Pacheco, jurista, escritor, historiador
- Pedro Aranha Corrêa do Lago, economista, bibliófilo, editor, coleccionista

## Títulos
Maria Luzia de Sousa Aranha fue elevada a baronesa después de enviudar, por decreto imperial del 9 de enero de 1875, y el de vizcondesa por decreto imperial del 19 de julio de 1879, ambos de D. Pedro II de Brasil, en cuyas justificaciones se declaró para ser elevada a tales títulos "en atención a relevantes servicios prestados a la instrucción pública y a la humanidad y, en relación con la guerra del Paraguay".
Como baronesa, fue antecedida por Escolástica Francisca Bueno, mujer de Bento Manuel de Barros, primer barón de Campinas, que sin embargo no fue elevada al título de baronazgo, habiendo sido sólo baronesa consorte. Posteriormente, Ana Francisca da Silveira Sintra fue la consorte del tercer barón de Campinas Joaquim Pinto de Araújo Sintra.

## Propiedades
El coronel Francisco Egídio falleció en 1860, a los 82 años, asumiendo la dirección de las empresas su viuda, con haciendas y cultivos, junto con sus hijos.
Su casa, en realidad un magnífico solar del largo de una catedral, que fuera mandado construir por su padre Joaquim Aranha Barreto de Camargo, donde entre otros se hospedó, en 1874, el príncipe imperial consorte de Brasil, Don Gastón de Orléans, conde d'Eu, y donde también serían recibidos, por su hijo Joaquim Egídio de Sousa Aranha, marqués de Três Rios, la princesa imperial de Brasil Doña Isabel de Bragança, con su esposo y los hijos de la pareja, en 1884, y los emperadores D. Pedro II y Doña Teresa Cristina Maria Giuseppa de Borbón y Dos Sicilias, en 1886.
En, 1820, el ingenio azucarero Mato Dentro, fue transferido como propiedad, a Maria Luzia de Sousa Aranha, por su padre, teniendo el ingenio, para la época de su fundación, 1.515 ha de tierras, tierras que, posteriormente, fueron donadas por la vizcondesa a sus dos hijas: Maria Brandina y Petronilha Egídio de Sousa Aranha, donde a posteriori fundaron las haciendas Mato Dentro de Baixo (y después Fazenda Vila Brandina), y en esas tierras de la Hacienda Vila Brandina, se construyó el primer shopping de Campinas: el Iguatemi Campinas y luego el Fazenda Lapa, cuya sede es donde hoy se encuentra la sede de los socios del club deportivo Sociedad Hípica de Campinas.
En 1871, su hijo Joaquim Egídio de Sousa Aranha, que después fue marqués de Três Rios, vendió sus sextas partes del ingenio-hacienda a sus sobrinos, de los cuales era su tutor, hijos de su hermana Petronilha, casada con Francisco Inácio do Amaral Lapa, ambos ya fallecidos.
En el año de 1879, falleció la vizcondesa de Campinas. Su testamento fue abierto en ese mismo més de ese año, siendo viuda, y, de sus once hijos, tres de los cuales ya eran fallecidos. Todos sus hijos estaban casados, y solamente de los fallecidos habían dejado (juntos) 22 hijos (nietos de los inventariados), muchos de los cuales eran menores de 21 años, los cuales debían compartir la herencia que pertenecía a sus padres (los abuelos legítimos). Entretanto, casi todos los esclavos fueron divididos entre los ocho hijos vivos de la vizcondesa. La lista de evaluación describía 226 esclavos, mas solo fueron repartidos efectivamente 217, una vez que nueve cautivos fueron liberados por los herederos durante la partición. Los descendientes heredaron, finalmente, la hacienda, que poseía una muy buena producción, en plena época de oro del cultivo de café, habiendo los herederos realizado una serie de obras de mejoramiento en la propiedad.
Pedro Egídio de Sousa Aranha, fue el propietario de la hacienda en 1885, con 200 000 pies de café, terrenos aterrazados y máquinas de beneficio accionadas hidráulicamente. Su viuda, Ana Joaquina do Prado Aranha, fue la propietaria en 1900, cou una producción de 12.000 arrobas (177 t de café.
En 1914, pertenecía a Queirós Aranha & Soares, y luego pasó a José de Lacerda Soares, todos descendientes del fundador.
En 1950, fue vendida a un extraño, y un intermediario se dirigió inmediatamente al Gobierno del Estado de São Paulo, que transformó la Hacienda Mato Dentro, en una Estación experimental, subordinada al Instituto Biológico, conservando y poniendo en valor la magnífica sede del fundador Joaquim Aranha Barreto de Camargo.
El 10 de mayo de 1982, fue convertida en patrimonio histórico, pues la sede vivió entre dos épocas, el del auge del café y el de la era de la ciencia.
Dentro del área del Ingenio Hacienda Mato Dentro se instaló el Parque Ecológico Monseñor Emílio José Salim, y posteriormente incorporada a la Secretaria de Agricultura del Estado de São Paulo, como Estación Experimental del Instituto Biológico (a partir de 1937), y más recientemente, a la Secretaría de Estado de Ambiente.  El Parque Ecológico nació de un decreto del gobierno estadual de 1987, con el propósito de preservar y recuperar valores arquitectónicos y paisajistas. Con ciento diez ha y un proyecto paisajístico de Roberto Burle Marx, la implantación de ese Parque Ecológico permitió la recuperación y repoblación de una zona de vegetación de 28,5 ha, fijándose especies de la flora brasileña, especies nativas de la región de la cuenca del río Piracicaba, y también de algunas especies exóticas, en especial de palmeras. Además el Parque Ecológico abriga también ejemplares tumbados y restaurados de la arquitectura campineira del siglo XIX, como el casco de la estancia, el granero y la capilla de la vieja estancia de la "Hacienda Mato Dentro", espacios que integran el "Museo Histórico Ambiental", y el desarrollo de diversos programas de educación ambiental, y también cuenta con numerosas instalaciones de ocio y de deportes.